# Agüero (Huesca)
Agüero é um município da Espanha na província de Huesca, comunidade autónoma de Aragão, de área 94,25 km² com população de 162 habitantes (2004) e densidade populacional de 1,72 hab/km².

## Demografia
| Variação demográfica do município entre 1991 e 2004 | Variação demográfica do município entre 1991 e 2004 | Variação demográfica do município entre 1991 e 2004 | Variação demográfica do município entre 1991 e 2004 |
| --------------------------------------------------- | --------------------------------------------------- | --------------------------------------------------- | --------------------------------------------------- |
| 1991                                                | 1996                                                | 2001                                                | 2004                                                |
| 163                                                 | 171                                                 | 162                                                 |                                                     |